# Magot miaou
Pour plus de détails, voir Fiche technique et Distribution.
Magot miaou (Dough Ray Me-ow) est un court métrage d'animation américain de la série Merrie Melodies, réalisé par Arthur Davis et produit par la Warner Bros. Cartoons, sorti en 1948. Il met en scène un perroquet nommé Louie et un chat nommé Heathcliff. 